# A Roland Garros vegyes páros döntői
Ez a lap a Roland Garros párizsi salakpályás Grand Slam-teniszbajnokság vegyes páros döntőit tartalmazza.
A Roland Garros vegyes páros versenyein 1923-ig csak francia versenyzők indulhattak. 1924-ben elmaradt a párizsi olimpia miatt. 1925-től már más nemzetiségűek is indulhattak a tornán. 2020-ban a Covid19-pandémia miatt ezt a versenyszámot nem rendezték meg.
A  táblázat felépítése a következő: (Női teniszező) & (Férfi teniszező).
| Év           | Bajnok                                               | Döntős                                               | Eredmény a döntőben                                  |
| ------------ | ---------------------------------------------------- | ---------------------------------------------------- | ---------------------------------------------------- |
| 1912         | Anne de Borman Max Decugis                           | Ismeretlen Ismeretlen                                |                                                      |
| 1913         | Elizabeth Ryan Max Decugis                           | Germaine Golding Anthony Wilding                     | visszaléptek                                         |
| 1914         | Elizabeth Ryan Max Decugis                           | Suzanne Lenglen Comte Salm                           | 6–3, 6–1                                             |
| 1915         | elmaradt (az első világháború miatt)                 | elmaradt (az első világháború miatt)                 | elmaradt (az első világháború miatt)                 |
| 1916         | elmaradt (az első világháború miatt)                 | elmaradt (az első világháború miatt)                 | elmaradt (az első világháború miatt)                 |
| 1917         | elmaradt (az első világháború miatt)                 | elmaradt (az első világháború miatt)                 | elmaradt (az első világháború miatt)                 |
| 1918         | elmaradt (az első világháború miatt)                 | elmaradt (az első világháború miatt)                 | elmaradt (az első világháború miatt)                 |
| 1919         | elmaradt (az első világháború miatt)                 | elmaradt (az első világháború miatt)                 | elmaradt (az első világháború miatt)                 |
| 1920         | Germaine Golding William Laurentz                    | Suzanne Amblard Max Decugis                          | visszaléptek                                         |
| 1921         | Suzanne Lenglen Max Decugis                          | Germaine Golding William Laurentz                    | 6–3, 6–2                                             |
| 1922         | Suzanne Lenglen Henri Cochet                         | Geraldine Beamish John Gilbert                       | 6–4, 4–6, 6–0                                        |
| 1923         | Suzanne Lenglen Henri Cochet                         | Kitty McKane Godfree John Gilbert                    | 6–2, 10–8                                            |
| 1924         | elmaradt (az 1924. évi nyári olimpiai játékok miatt) | elmaradt (az 1924. évi nyári olimpiai játékok miatt) | elmaradt (az 1924. évi nyári olimpiai játékok miatt) |
| 1925         | Suzanne Lenglen Jacques Brugnon                      | Didi Vlasto Henri Cochet                             | 6–2, 6–2                                             |
| 1926         | Suzanne Lenglen Jacques Brugnon                      | Suzanne LeBesnerais Jean Borotra                     | 6–4, 6–3                                             |
| 1927         | Marguerite Broquedis Jean Borotra                    | Lili de Alvarez Bill Tilden                          | 6–4, 2–6, 6–2                                        |
| 1928         | Eileen Bennett Whittingstall Henri Cochet            | Helen Wills Moody Franciank Hunter                   | 3–6, 6–3, 6–3                                        |
| 1929         | Eileen Bennett Whittingstall Henri Cochet            | Helen Wills Moody Franciank Hunter                   | 6–3, 6–2                                             |
| 1930         | Cilly Aussem Bill Tilden                             | Eileen Bennett Whittingstall Henri Cochet            | 6–4, 6–4                                             |
| 1931         | Betty Nuthall Shoemaker Pat Spence                   | Dorothy Shepherd Barron Bunny Ausztráltin            | 6–3, 5–7, 6–3                                        |
| 1932         | Betty Nuthall Shoemaker Fred Perry                   | Helen Wills Moody Sidney Wood                        | 6–4, 6–2                                             |
| 1933         | Margaret Scriven-Vivian Jack Crawford                | Betty Nuthall Shoemaker Fred Perry                   | 6–2, 6–3                                             |
| 1934         | Colette Rosambert Jean Borotra                       | Elizabeth Ryan Adrian Quist                          | 6–2, 6–4                                             |
| 1935         | Lolette Payot Marcel Bernard                         | Sylvie Jung Henrotin Martin Legeay                   | 4–6, 6–2, 6–4                                        |
| 1936         | Billie Yorke Marcel Bernard                          | Sylvie Jung Henrotin Martin Legeay                   | 7–5, 6–8, 6–3                                        |
| 1937         | Simone Mathieu Yvon Petra                            | Marie Luise Horn Roland Journu                       | 7–5, 7–5                                             |
| 1938         | Simone Mathieu Dragutin Mitic                        | Nancye Wynne Bolton Christian Boussus                | 2–6, 6–3, 6–4                                        |
| 1939         | Sarah Palfrey Cooke Elwood Cooke                     | Simone Mathieu Francianjo Kukuljevic                 | 4–6, 6–1, 7–5                                        |
| 1940         | elmaradt (a második világháború miatt)               | elmaradt (a második világháború miatt)               | elmaradt (a második világháború miatt)               |
| 1941         | elmaradt (a második világháború miatt)               | elmaradt (a második világháború miatt)               | elmaradt (a második világháború miatt)               |
| 1942         | elmaradt (a második világháború miatt)               | elmaradt (a második világháború miatt)               | elmaradt (a második világháború miatt)               |
| 1943         | elmaradt (a második világháború miatt)               | elmaradt (a második világháború miatt)               | elmaradt (a második világháború miatt)               |
| 1944         | elmaradt (a második világháború miatt)               | elmaradt (a második világháború miatt)               | elmaradt (a második világháború miatt)               |
| 1945         | elmaradt (a második világháború miatt)               | elmaradt (a második világháború miatt)               | elmaradt (a második világháború miatt)               |
| 1946         | Pauline Betz Addie Budge Patty                       | Dorothy Bundy Cheney Tom Brown                       | 7–5, 9–7                                             |
| 1947         | Sheila Piercey Summers Eric Sturgess                 | Jadwiga Jedrzejowska Christian Caralulis             | 6–0, 6–0                                             |
| 1948         | Patricia Canning Todd Jaroslav Drobný                | Doris Hart Franciank Sedgman                         | 6–3, 3–6, 6–3                                        |
| 1949         | Sheila Piercey Summers Eric Sturgess                 | Jean Quertier Gerry Oakley                           | 6–1, 6–1                                             |
| 1950         | Barbara Scofield Davidson Enrique Morea              | Patricia Canning Todd Bill Talbert                   | visszaléptek                                         |
| 1951         | Doris Hart Franciank Sedgman                         | Thelma Coyne Long Mervyn Rose                        | 7–5, 6–2                                             |
| 1952         | Doris Hart Franciank Sedgman                         | Shirley Fry Irvin Eric Sturgess                      | 6–8, 6–3, 6–3                                        |
| 1953         | Doris Hart Vic Seixas                                | Maureen Connolly Mervyn Rose                         | 4–6, 6–4, 6–0                                        |
| 1954         | Maureen Connolly Brinker Lew Hoad                    | Jacqueline Patorni Rex Hartwig                       | 6–4, 6–3                                             |
| 1955         | Darlene Hard Gordon Forbes                           | Jenny Staley Hoad Luis Ayala                         | 5–7, 6–1, 6–2                                        |
| 1956         | Thelma Coyne Long Luis Ayala                         | Doris Hart Bob Howe                                  | 4–6, 6–4, 6–1                                        |
| 1957         | Věra Pužejová Suková Jiří Javorský                   | Edda Buding Luis Ayala                               | 6–3, 6–4                                             |
| 1958         | Shirley Bloomer Brasher Nicola Pietrangeli           | Lorraine Coghlan Robinson Bob Howe                   | 8–6, 6–2                                             |
| 1959         | Yola Ramirez Ochoa William Knight                    | Renee Schuurman Haygarth Rod Laver                   | 6–4, 6–4                                             |
| 1960         | Maria Bueno Bob Howe                                 | Ann Haydon Jones Roy Emerson                         | 1–6, 6–1, 6–2                                        |
| 1961         | Darlene Hard Rod Laver                               | Věra Pužejová Suková Jiri Javorsky                   | 6–0, 2–6, 6–3                                        |
| 1962         | Renee Schuurman Haygarth Bob Howe                    | Lesley Turner Bowrey Fred Stolle                     | 3–6, 6–4, 6–4                                        |
| 1963         | Margaret Court Ken Fletcher                          | Lesley Turner Bowrey Fred Stolle                     | 6–1, 6–2                                             |
| 1964         | Margaret Court Ken Fletcher                          | Lesley Turner Bowrey Fred Stolle                     | 6–3, 4–6, 8–6                                        |
| 1965         | Margaret Court Ken Fletcher                          | Maria Bueno John Newcombe                            | 6–4, 6–4                                             |
| 1966         | Annette Van Zyl Frew McMillan                        | Ann Haydon Jones Clark Graebner                      | 1–6, 6–3, 6–2                                        |
| 1967         | Billie Jean King Owen Davidson                       | Ann Haydon Jones Ion Țiriac                          | 6–3, 6–1                                             |
| ↓ Open Era ↓ |                                                      |                                                      |                                                      |
| 1968         | Franciançoise Durr Jean-Claude Barclay               | Billie Jean King Owen Davidson                       | 6–1, 6–4                                             |
| 1969         | Margaret Court Marty Riessen                         | Franciançoise Durr Jean-Claude Barclay               | 6–3, 6–2                                             |
| 1970         | Billie Jean King Bob Hewitt                          | Franciançoise Durr Jean-Claude Barclay               | 3–6, 6–4, 6–2                                        |
| 1971         | Franciançoise Durr Jean-Claude Barclay               | Winnie Shaw Tomas Lejus                              | 6–2, 6–4                                             |
| 1972         | Evonne Goolagong Kim Warwick                         | Franciançoise Durr Jean-Claude Barclay               | 6–2, 6–4                                             |
| 1973         | Franciançoise Durr Jean-Claude Barclay               | Betty Stöve Patrice Dominguez                        | 6–1, 6–4                                             |
| 1974         | Martina Navratilova Ivan Molina                      | Rosie Reyes Darmon Marcelo Lara                      | 6–3, 6–3                                             |
| 1975         | Fiorella Bonicelli Thomas Koch                       | Pam Teeguarden Jaime Fillol                          | 6–4, 7–6                                             |
| 1976         | Ilana Kloss Kim Warwick                              | Linky Boshoff Colin Dowdeswell                       | 5–7, 7–6, 6–2                                        |
| 1977         | Mary Carillo John McEnroe                            | Florenta Mihai Ivan Molina                           | 7–6, 6–3                                             |
| 1978         | Renáta Tomanová Pavel Slozil                         | Virginia Ruzici Patrice Dominguez                    | 7–6, visszaléptek                                    |
| 1979         | Wendy Turnbull Bob Hewitt                            | Virginia Ruzici Ion Țiriac                           | 6–3, 2–6, 6–3                                        |
| 1980         | Anne Smith Billy Martin                              | Renáta Tomanová Stanislav Birner                     | 2–6, 6–4, 8–6                                        |
| 1981         | Andrea Jaeger Jimmy Arias                            | Betty Stöve Fred McNair                              | 7–6, 6–4                                             |
| 1982         | Wendy Turnbull John Lloyd                            | Claudia Monteiro Cassio Motta                        | 6–2, 7–6                                             |
| 1983         | Barbara Jordan Eliot Teltscher                       | Leslie Allen Charles Strode                          | 6–2, 6–3                                             |
| 1984         | Anne Smith Dick Stockton                             | Anne Minter Laurie Warder                            | 6–2, 6–4                                             |
| 1985         | Martina Navratilova Heinz Gunthardt                  | Paula Smith Franciancisco González                   | 2–6, 6–3, 6–2                                        |
| 1986         | Kathy Jordan Ken Flach                               | Rosalyn Fairbank Nideffer Mark Edmondson             | 3–6, 7–6(3), 6–3                                     |
| 1987         | Pam Shriver Emilio Sánchez Vicario                   | Lori McNeil Sherwood Stewart                         | 6–3, 7–6(4)                                          |
| 1988         | Lori McNeil Jorge Lozano                             | Brenda Schultz-McCarthy Michiel Schapers             | 7–5, 6–2                                             |
| 1989         | Manon Bollegraf Tom Nijssen                          | Arantxa Sánchez Vicario Horacio de la Pena           | 6–3, 6–7(3), 6–2                                     |
| 1990         | Arantxa Sánchez Vicario Jorge Lozano                 | Nicole Provis Danie Visser                           | 7–6(5), 7–6(8)                                       |
| 1991         | Helena Suková Cyril Suk                              | Caroline Vis Paul Haarhuis                           | 3–6, 6–4, 6–1                                        |
| 1992         | Arantxa Sánchez Vicario Todd Woodbridge              | Lori McNeil Bryan Shelton                            | 6–2, 6–3                                             |
| 1993         | Eugenija Manyiokova Andrej Olhovszkij                | Elna Reinach Danie Visser                            | 6–2, 4–6, 6–4                                        |
| 1994         | Kristie Boogert Menno Oosting                        | Larisa Savchenko Neiland Andrej Olhovszkij           | 7–5, 3–6, 7–5                                        |
| 1995         | Larisa Savchenko Neiland Mark Woodforde              | Jill Hetherington John-Laffnie de Jager              | 7–6(8), 7–6(4)                                       |
| 1996         | Patricia Tarabini Javier Franciana                   | Nicole Arendt Luke Jensen                            | 6–2, 6–2                                             |
| 1997         | Hiraki Rika Mahes Bhúpati                            | Lisa Raymond Patrick Galbraith                       | 6–4, 6–1                                             |
| 1998         | Venus Williams Justin Gimelstob                      | Serena Williams Luis Lobo                            | 6–4, 6–4                                             |
| 1999         | Katarina Srebotnik Piet Norval                       | Larisa Savchenko Neiland Rick Leach                  | 6–3, 3–6, 6–3                                        |
| 2000         | Mariaan de Swardt David Adams                        | Rennae Stubbs Todd Woodbridge                        | 6–3, 3–6, 6–3                                        |
| 2001         | Virginia Ruano Pascual Tomas Carbonell               | Paola Suárez Jaime Oncins                            | 7–5, 6–3                                             |
| 2002         | Cara Black Wayne Black                               | Jelena Bovina Mark Knowles                           | 6–3, 6–3                                             |
| 2003         | Lisa Raymond Mike Bryan                              | Jelena Lihovceva Mahes Bhúpati                       | 6–3, 6–4                                             |
| 2004         | Tatiana Golovin Richard Gasquet                      | Cara Black Wayne Black                               | 6–3, 6–4                                             |
| 2005         | Daniela Hantuchová Fabrice Santoro                   | Martina Navratilova Lijendar Pedzs                   | 3–6, 6–3, 6–2                                        |
| 2006         | Katarina Srebotnik Nenad Zimonjić                    | Jelena Lihovceva Daniel Nestor                       | 6–3, 6–4                                             |
| 2007         | Nathalie Dechy Andi Rám                              | Katarina Srebotnik Nenad Zimonjić                    | 7–5, 6–3                                             |
| 2008         | Viktorija Azaranka Bob Bryan                         | Katarina Srebotnik Nenad Zimonjić                    | 6–2, 7–6(4)                                          |
| 2009         | Liezel Huber Bob Bryan                               | Vania King Marcelo Melo                              | 5–7, 7–6(5), [10–7]                                  |
| 2010         | Katarina Srebotnik Nenad Zimonjić                    | Jaroszlava Svedova Julian Knowle                     | 4–6, 7–6(5), [11–9]                                  |
| 2011         | Casey Dellacqua Scott Lipsky                         | Katarina Srebotnik Nenad Zimonjić                    | 7–6(6), 4–6, [10–7]                                  |
| 2012         | Szánija Mirza Mahes Bhúpati                          | Klaudia Jans-Ignacik Santiago González               | 7–6(3), 6–1                                          |
| 2013         | Lucie Hradecká František Čermák                      | Kristina Mladenovic Daniel Nestor                    | 1–6, 6–4, [10–6]                                     |
| 2014         | Anna-Lena Grönefeld Jean-Julien Rojer                | Julia Görges Nenad Zimonjić                          | 4–6, 6–2, [10–7]                                     |
| 2015         | Bethanie Mattek-Sands Mike Bryan                     | Lucie Hradecká Marcin Matkowski                      | 7–6(3), 6–1                                          |
| 2016         | Martina Hingis Lijendar Pedzs                        | Szánija Mirza Ivan Dodig                             | 4–6, 6–4, [10–8]                                     |
| 2017         | Gabriela Dabrowski Róhan Bópanna                     | Anna-Lena Grönefeld Robert Farah                     | 2–6, 6–2, [12–10]                                    |
| 2018         | Latisha Csan Ivan Dodig                              | Gabriela Dabrowski Mate Pavić                        | 6–1, 6–7(5), [10–8]                                  |
| 2019         | Latisha Csan Ivan Dodig                              | Gabriela Dabrowski Mate Pavić                        | 6–1, 7–6(5)                                          |
| 2020         | Nem rendezték meg                                    | Nem rendezték meg                                    | Nem rendezték meg                                    |
| 2021         | Desirae Krawczyk Joe Salisbury                       | Jelena Vesznyina Aszlan Karacev                      | 2–6, 6–4, [10–5]                                     |
| 2022         | Sibahara Ena Wesley Koolhof                          | Ulrikke Eikeri Joran Vliegen                         | 7–6(5), 6–2                                          |
| 2023         | Kato Miju Tim Pütz                                   | Bianca Andreescu Michael Venus                       | 4–6, 6–4, [10–6]                                     |
| 2024         | Laura Siegemund Édouard Roger-Vasselin               | Desirae Krawczyk Neal Skupski                        | 6–4, 7–5                                             |
| 2025         | Sara Errani Andrea Vavassori                         | Taylor Townsend Evan King                            | 6–4, 6–2                                             |

## Lásd még
- Roland Garros
- Férfi egyes döntők
- Női egyes döntők
- Férfi páros döntők
- Női páros döntők